# Kleine Freiheit (Schiff)
Die Kleine Freiheit ist ein Fahrgastschiff der zur FRS-Gruppe gehörenden Norddeutschen Binnenreederei.

## Geschichte
Das Schiff wurde 1992 auf der Schiffswerft Ernst Menzer in Hamburg-Bergedorf für die Lühe-Schulau-Fähre gebaut und als Schulau auf der Elbe zwischen Wedel und Lühe eingesetzt.
2000 wurde das Schiff an die in Breege auf Rügen ansässige Reederei Kipp verkauft. Als Seebad Juliusruh wurde es in den Rügener Bodden zwischen Breege und Vitte auf der Insel Hiddensee eingesetzt. 2016 wurde die Reederei Kipp an die Norddeutsche Binnenreederei, einem Tochterunternehmen der Förde Reederei Seetouristik, verkauft, die mit einem größeren Schiff ebenfalls die Strecke von Breege nach Vitte bediente.
Die Förde Reederei Seetouristik nutzte das Schiff seit Mitte April 2017 auf einer damals neu eingerichteten Fährverbindung in Hamburg zwischen den St. Pauli-Landungsbrücken und Hamburg-Blankenese via Teufelsbrück. Die Linie wurde von der FRS-Tochtergesellschaft FRS HanseFerry betrieben. Die Reederei vermarktete die Fährverbindung auch als Hafenrundfahrt. Dafür wurde auf der Fahrt von Blankenese zu den St. Pauli-Landungsbrücken noch ein Abstecher entlang der Landungsbrücken bis zur Elbphilharmonie gefahren. Die Sehenswürdigkeiten entlang der Strecke wurden über einen Audioguide erklärt, der mit Smartphone oder Tablet nutzbar war. Anders als die HADAG-Hafenfähren war die Fährverbindung nicht in den Hamburger Verkehrsverbund integriert.
Der Fährverkehr auf der Elbe wurde im März 2020 eingestellt und das Schiff an die Norddeutsche Binnenreederei zurückgegeben. Das Schiff war im Anschluss vorübergehend in Lauenburg aufgelegt.
Ab Ende Mai 2020 wurde das Schiff kurzzeitig von der Reederei Kipp im Fährverkehr zur Insel Hiddensee eingesetzt. Anschließend übernahm die Reederei Weiße Flotte in Stralsund das Schiff und nutzt es für Ausflugsfahrten in den Boddengewässern um Rügen.

## Technische Daten
Das Schiff wird von einem Volvo-Penta-Dieselmotor (Typ: D12D-G MH) mit 331 kW Leistung angetrieben. Die Reisegeschwindigkeit des Schiffes beträgt 11 kn.
Das Schiff ist für 240 Passagiere zugelassen. An Bord können 30 Fahrräder transportiert werden. Im Fährverkehr nach Hiddensee und auf den Ausflugsfahrten in den Boddengewässern werden maximal 175 Personen befördert.